# Ранго
„Ранго“ (на английски: Rango) американски компютърно анимиран уестърн комедиен филм от 2011 г. на режисьора Гор Вербински, по сценарий на Джон Логан. Копродуциран от Вербински с Греъм Кинг и Джон Б. Карлс. Озвучаващият състав се състои от Джони Деп, Радослав Духленски, Абигейл Бреслин, Нед Бийти, Алфред Молина, Бил Най, Хари Дийн Стантън, Рей Уинстън, Тимъти Олифант, Иън Абъркромби и Винсънт Картхайзър. Филмът е продуциран от Парамаунт Пикчърс, Никелодеон Моувийс, Блайнд Уинк Продъкшънс, GK Films и Industrial Light & Magic.
Премиерата на филма се състои в Уестууд на 14 февруари 2011 г. и е пуснат в Съединените щати на 4 март 2011 г. от Парамаунт Пикчърс.

## Актьорски състав
| Актьор             | Роля                     |
| ------------------ | ------------------------ |
| Джони Деп          | Ранго                    |
| Айла Фишър         | Бобс                     |
| Абигейл Бреслин    | Присила                  |
| Нед Бийти          | Костенурката Джон        |
| Алфред Молина      | Роадкил                  |
| Бил Най            | Гърмящия Джак            |
| Хари Дийн Стантън  | Балтазар Дъглас Питърсън |
| Рей Уинстоун       | Лошият Бил               |
| Тимъти Олифант     | Духът на Запада          |
| Стивън Рут         | Док Кени                 |
| Мейли Фланаган     | Лъки                     |
| Алана Убач         | Бу                       |
| Иън Абъркромби     | Амброуз                  |
| Джил Бирмингъм     | Тиодор Гранк             |
| Джеймс Уорд Биркит | Вафълс                   |
| Клаудия Блек       | Анжелика                 |
| Блейк Кларк        | Бъфорд                   |
| Джон Котран младши | Елджин                   |
| Патрика Дарбо      | Далила и Мейбел          |

## В България
В България филмът е пуснат по кината на 11 март 2011 г. от „Форум Филм България“ със дублирана и субтитирана версия.
През 2012 г. е излъчен за първи път по HBO.
На 21 декември 2013 г. е излъчен премиерно по NOVA с разписание събота от 20:00 ч.
През 2016 г. до 2019 г. се излъчва по каналите на БТВ Медиа Груп.
На 11 юни 2022 г. е излъчен и по FOX.

### Дублажи
Синхронен дублаж
| Роля           | Изпълнител |
| -------------- | --- |
| Ранго          | Тодор Николов |
| Бобс           | Татяна Етимова |
| Роудкил        | Сава Пиперов |
| Сеньор Флан    | Николай Пърлев |
| Дух на запада  | Георги Новаков |
| Кмет           | Васил Стойчев |
| Бандита Бил    | Марин Янев |
| Док            | Иван Петрушинов |
| Присила        | Маргарита Костова |
| Гърмящият Джак | Николай Урумов |
| Мистър Меримак | Стоян Алексиев |
| Други гласове  | Анатолий Божинов Атанас Сребрев Владимир Грудков Владимир Михайлов Георги Георгиев Георги Стоянов Дилян Калчев Здравко Димитров Иван Велчев Лъчезар Стефанов Николай Николаев Петър Бонев Петър Върбанов Петя Арнаудова Пламен Чернев Светла Петкова Светлана Смолева Светломир Радев Симона Нанова Стефан Къшев Стефан Сърчаджиев Тодор Димитров |

| Обработка                                     | Александра Аудио    |
| --------------------------------------------- | ------------------- |
| Изпълнителен продуцент                        | Васил Новаков       |
| Режисьор на дублажа                           | Симона Нанова       |
| Преводач                                      | Милена Кекеманова   |
| Музикален режисьор Български текст на песните | Десислава Софранова |

Войсоувър дублажи
| Преводач           | Анна Делчева                                                              |
| Озвучаващи артисти | Адриана Андреева Ива Апостолова Стефан Стефанов Иван Петков Стоян Цветков |
| Тонрежисьор        | Ирена Христова                                                            |

| Режисьор на дублажа | Анна Тодорова                                                                       |
| Тонрежисьор         | Детелина Ралчевска                                                                  |
| Озвучаващи артисти  | Татяна Етимова Диляна Спасова Явор Караиванов Симеон Дамянов Стефан Сърчаджиев-Съра |
| Преводач            | Анна Делчева                                                                        |